# Dina Katabi
Dina Katabi (en arabe: دينا قَتابي) (née en 1971 à Damas) est professeure en informatique et électrotechnique au MIT, titulaire de la chaire Andrew et Erna Viterbi. Elle dirige le groupe de recherche NETMIT au Computer Science and Artificial Intelligence Laboratory (CSAIL)  et est aussi co-directrice du MIT Center for Wireless Networks and Mobile Computing.

## Biographie
Dina Katabi obtient une licence, à l'université de Damas en 1995 et une maîtrise et un  
Ph.D. en informatique au MIT en 1998 et 2003 respectivement, thèse préparée sous la direction de David D. Clark et ayant pour titre « Decoupling Congestion Control and Bandwidth Allocation Policy With Application to High Bandwidth-Delay Product Networks ». En 2003, Katabi rejoint le MIT, où ell est professeur au département d'électrotechnique et d'informatique. Elle est co-directrice du MIT Center for Wireless Networks and Mobile Computing et chercheur principal au MIT Computer Science and Artificial Intelligence Laboratory.

## Travaux
Dina Katabi est connue pour avoir introduit une variante de la transformée de Fourier rapide appelée transformée de Fourier « éparse »,, qui ne calcule qu'une partie significative de la transformée de Fourier
 ; elle étudie les réseaux de communication sans fil comme les cas de contrôle de surcharge, le  positionnement par Wi-Fi (en) ou WPS, et elle a montré comment utiliser Wi-Fi pour suivre le mouvement des corps derrière un mur.

## Publications (sélection)
- Haitham Hassanieh, Piotr Indyk, Dina Katabi et Eric Price, « Nearly Optimal Sparse Fourier Transform », Proceedings of the 44th Symposium on Theory of Computing Conference, STOC, ACM,‎ 2012, p. 563-578 (arXiv 1201.2501).
- Haitham Hassanieh, Piotr Indyk, Dina Katabi et Eric Price, « Simple and practical algorithm for sparse Fourier transform. », Proceedings of the Twenty-Third Annual ACM-SIAM Symposium on Discrete Algorithms, SODA,‎ 2012, p. 1183-1194
- Abhinav Agarwal, Haitham Hassanieh, Omid Abari, Ezzeldin Hamed, Dina Katabi et Arvind, « High-throughput implementation of a million-point sparse Fourier Transform », 24th International Conference on Field Programmable Logic and Applications, FPL,‎ 2014, p. 1-6.
- Sachin Katti, Hariharan Rahul, Wenjun Hu, Dina Katabi, Muriel Médard et Jon Crowcroft, « XORs in the air: Practical wireless network coding », IEEE/ACM Trans. Netw., vol. 16, no 3,‎ 2008, p. 497-510.
- Dina Katabi, Mark Handley et Charles E. Rohrs, « Congestion control for high bandwidth-delay product networks », Proceedings of the ACM SIGCOMM 2002 Conference on Applications, Technologies, Architectures, and Protocols for Computer Communication,‎ 2002, p. 89-102.
- Fadel Adib et Dina Katabi, « See through walls with WiFi! », Proceedings of the ACM SIGCOMM 2013 Conference on Applications, Technologies, Architectures, and Protocols for Computer Communication,‎ 2013, p. 75-86.

- (en) Haitham Hassanieh, Maxim Mayzel, Lixin Shi, Dina Katabi et Vladislav Yu Orekhov, « Fast multi-dimensional NMR acquisition and processing using the sparse FFT. », Journal of Biomolecular NMR, Springer Science+Business Media, vol. 63, no 1,‎ 30 juin 2015, p. 9-19 (ISSN 0925-2738 et 1573-5001, PMID 26123316, DOI 10.1007/S10858-015-9952-5).

## Prix, bourses et affiliations
Prix
- 2017 : Katabi reçoit le Prix ACM en informatique, « elle est l'une des chercheuses les plus innovatrices dans le domaine des réseaux, elle applique des méthodes issues de la théorie de la communication, du traitement du signal et de l'apprentissage automatique pour résoudre les problèmes des réseaux sans fil ».
- 2017 : Élue membre de l'Académie nationale d'ingénierie des États-Unis[10].
- 2013 : Prix Grace Murray Hopper[11], recognizing her as the outstanding young computer science professional.
- 2013 : Prix MacArthur avec Sara Seager[12].
- 2013 : Élue fellow de l'Association for Computing Machinery[13].
- 2006 : Bourse Sloan (2006)
- 2005 : Career Award de la National Science Foundation

Mentions
- 2012 : Une des « dix percées principales de l'année » pour ses travaux sur la transformée de Fourier éparse choisie par la MIT Technology Review[14].
- 2014 : Pour le 50e anniversaire du Project Mac'ses travaux sur la Vision à rayon X (en) sont cités parmi les "« 50 ways that MIT has transformed computer science »[15]
- 2015 : Katabi présente sa startup à la demo day de Maison Blanche[16].